# Panlogism
Panlogism (av grekiska πἀν, pan, "allt", och λὁγος, logos, "tänkande") avser i filosofisk mening den åsikt, som fattar tänkandet som all verklighets väsen. Typisk representant för denna åsikt är Friedrich Hegel.
För panlogism innebär termen "rationellt tänkande" kreativitet, ödmjukhet och fantasi samt logisk stringens och noggrann uppmärksamhet på all tillgänglig relevant bevisning. En panlogist behöver inte nödvändigtvis ha några speciella föreställningar om universum, men vara någon som värderar rationellt tänkande och förmodligen tenderar att ha  föreställningar som är väl stödda av bevis och argument som finns för henne.